# Peter Rawert

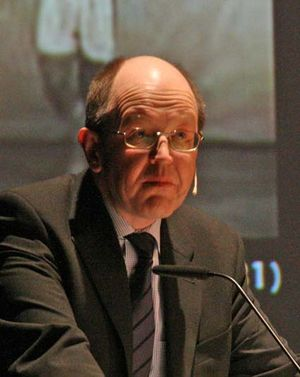

Peter Rawert (* 20. Januar 1959 in Hünfeld) ist ein deutscher Jurist. Er war bis Herbst 2022 Notar in Hamburg. Er ist Honorarprofessor für Vertragsgestaltung an der Christian-Albrechts-Universität zu Kiel. Rawert hat zahlreiche Ehrenämter bekleidet. Unter anderem war er Vorsitzender des Kuratoriums der Stiftung F. C. Gundlach, Vorsitzender des Stiftungsrats der Claussen-Simon-Stiftung, Vorsitzender des Stiftungsrats der BürgerStiftung Hamburg, Mitglied im Stiftungsrat der Hamburgische Kulturstiftung und Vorsitzender des Beirats des Lorenz vom Stein Institut für Verwaltungswissenschaft an der Christian-Albrechts-Universität zu Kiel. Von 2006 bis 2018 gehörte Peter Rawert der Ständigen Deputation des Deutschen Juristentags an.
Rawert ist Sammler historischer Zauberbücher.

## Leben
Nach dem Studium der Rechtswissenschaften an Universitäten in Deutschland, England und in den USA und der Promotion 1989 an der Universität Kiel mit der Dissertation Die Genehmigungsfähigkeit der unternehmensverbundenen Stiftung begann er seine berufliche Laufbahn 1989 als Rechtsanwalt in Frankfurt am Main. 1992 zog er nach Hamburg, wo er 1994 zum Notar ernannt wurde.
Ab 1999 war er Honorarprofessor an der Universität Kiel, zeitweise war er Lehrbeauftragter an der Bucerius Law School. Dort hat er zahlreiche Doktoranden betreut.
Als Sammler historischer Zauberbücher und Amateurzauberer gilt Rawerts Interesse vornehmlich der Zauberhistorie. Seine Artikel zur Geschichte der Zauberkunst sind u. a. in der FAZ, der ZEIT und Fachzeitschriften für Zauberkünstler erschienen, u. a. Magische Welt. 2008 wurde Rawert vom Magischen Zirkel von Deutschland mit dem Titel Schriftsteller des Jahres geehrt. Rawert unterhält eine wissenschaftliche Bibliothek zur Geschichte der Zauberkunst.
Ende 2022 kündigte Peter Rawert an, dass er sich vom Notariatsberuf zurückgezogen hat und sich vorwiegend seiner Zaubersammlung widmen wird.

## Publikationen (Auswahl)
- Ausdrücklicher und mutmaßlicher Stifterwille – Zur Dogmatik des neuen § 83 BGB (gemeinsam mit Hüttemann), Archiv für die civilistische Praxis (AcP), 222. Band (2022), S. 301–339
- §§ 161 bis 167 UmwG Ausgliederung aus dem Vermögen rechtsfähiger Stiftungen (gemeinsam mit Hüttemann), in: Lutter (Hrsg.), Umwandlungsgesetz, Kommentar, 6. Aufl. 2019, S. 1941–1978, 2843–2845
- Die Stiftung als Familiengesellschaft (?) – Zur Virtualisierung gesellschaftsrechtlicher Strukturen durch das Stiftungsrecht, in: ZGR 2018, S. 835–866
- Vom Umgang des öffentlichen Rechts mit der Stiftung des BGB, in: Baer u. a. (Hrsg.): Jahrbuch des öffentlichen Rechts der Gegenwart, NF/Bd. 65, 2017, S. 179–212
- §§ 80 bis 89 BGB-Stiftungsrecht (gemeinsam mit Hüttemann), in: J. v. Staudingers Kommentar zum Bürgerlichen Gesetzbuch mit Einführungsgesetz und Nebengesetzen, Erstes Buch; Allgemeiner Teil §§ 80–89, Sellier-de Gruyter, Berlin 2017
- Stifterwille und Privatautonomie, in: Jakob/v. Orelli (Hrsg.): Der Stifterwille: Ein Phänomen zwischen Vergangenheit, Gegenwart und Ewigkeit, 2014, S. 103–123
- Öffnung der Stiftung für körperschaftliche Strukturen? – Der noch lebende Stifter und die Verfassung „seiner“ Stiftung, in: Non Profit Law Yearbook 2012/2013, S. 51 ff.
- Rechtsgestaltung durch Private, in: Hof/Götz von Olenhusen (Hrsg.): Rechtsgestaltung – Rechtskritik – Konkurrenz von Rechtsordnungen… Neue Akzente für die Juristenausbildung, 2012, S. 58–70
- Stiftungsrecht im 20. Jahrhundert (gemeinsam mit Schlosshan), Heymanns, Köln 2004
- Die Genehmigungsfähigkeit der unternehmensverbundenen Stiftung, Lang, Frankfurt am Main 1990
- Ist Zaubern eine Kunst? Wege, das Unmögliche sichtbar zu machen, in: Kursbuch 184 (Dezember 2015), S. 61 ff.
- Hocus Pocus – Geschichten von alten Zauberbüchern, Heymanns, Köln 2004